# Vestukraine
Vestukraine (ukrainsk: Західна Україна eller Захід України Zakhidna Ukraina eller Zakhid Ukrainy) er den del af Ukraines territorium der ligger i områder knyttet til det tidligere Fyrstendømme Galicien-Volhynien, som var en del af den polsk-litauiske realunion, Kejserriget Østrig, Østrig-Ungarn og den anden polske republik, der kom under kontrol af Rusland først i 1939, efter Molotov-Ribbentrop-pagten. Der er ingen fast accepteret definition af territoriets grænser (se kortet til højre), men de nutidige ukrainske administrative regioner eller oblasterne Tjernivtsi, Ivano-Frankovsk, Lviv, Ternopil og Zakarpatska (som var en del af det tidligere østrig-ungarske imperium) er næsten altid inkluderet, og Volyn og Rivne oblasterne (dele af det russiske imperium annekteret fra Polen under dets tredje deling) er normalt inkluderet. Det er mindre almindeligt at inkludere Khmelnytski og især Vinnitsja og Zhytomyr oblasterne i denne kategori. Området omfatter flere historiske regioner såsom Zakarpatska , Halychyna, herunder Pokuttja (i den østlige del af Østlgalicien), det meste af Volhynien, det nordlige Bukovina og det vestlige Podolien. Sjældnere omfatter det Vestukraine områder i det østlige Volhynien, Podolien og en lille del af det nordlige Bessarabien (østlige del af Tjernivtsi oblast).

## Natur og kulturarv
Vestukraine er kendt for sin enestående natur- og kulturarv, hvoraf flere steder er på listen over verdensarv. Arkitektonisk omfatter det fæstningen Kamianets, den gamle bydel i Lviv, den tidligere Bukovinske og dalmatiske metropolitters residens, Trækirker i Karpaterne, Khotyn-fæstningen og Pochayiv Lavra. Dens landskaber og natursteder repræsenterer også et stort turistaktiv for regionen, idet det kombinerer bjerglandskaberne i de ukrainske karpater og dem i det podoliske højland. Disse omfatter bjerget Hoverla, det højeste punkt i Ukraine, Optymistytjna-hulen, den største i Europa med sine 240 km, Bukovel Ski Resort, Synevyr Nationalpark, Karpaterne Nationalpark eller Uzhanskyi Nationalpark, der beskytter en del af de primære skove, der er inkluderet i Karpatiske Biosfærereservat (Verdensnetværk af biosfærereservater under UNESCO).
Byen Lviv er regionens vigtigste kulturelle centrum og var den historiske hovedstad i Fyrstendømmet Galicien-Volhynien. Andre vigtige byer er Butjatj, Tjernivtsi, Drohobytj, Halytj (deraf Halychyna), Ivano-Frankivsk, Khotyn, Lutsk, Mukatjevo, Rivne, Ternopil og Uzjhorod.

## Historie
Vestukraine, har rødder fra Fyrstendømmet Galicien-Volhynien, en efterfølger af Kijevriget, dannet i 1199 efter svækkelsen af Kievan Rus' og angreb fra Den Gyldne Horde. Fra 1349 mistede både Kievan Rus' og Kongeriget Galicien-Volhynia deres uafhængighed, og ukrainske territorier faldt under nabostaternes kontrol. For det første blev Ukraine indlemmet i Den polsk-litauiske realunion, og senere blev Ukraine delt mellem det polsk-litauiske union (det vestlige og en del af det centrale Ukraine) og Det Russiske Kejserrige (den østlige del, og resten af det centrale Ukraine). Efter delingen af Polen blev de vestukrainske regioner en del af det østrig-ungarske imperium, mens de centrale og østlige ukrainske regioner stadig var under russisk kontrol. I 1918, efter 1. Verdenskrig, proklamerede ukrainske områder, der havde været under russisk kontrol, uafhængighed som den ukrainske folkerepublik, mens vestukrainske territorier, der havde været en del af det østrig-ungarske imperium, proklamerede deres uafhængighed som den Vestukrainske folkerepublik. Den 22. januar 1919 underskrev begge stater foreningsloven, men blev igen delt mellem Polen og Sovjetunionen. Senere, som et resultat af Molotov-Ribbentrop-pagten, inkorporerede Sovjetunionen det vestlige Ukraine i den ukrainske SSR. Først med Ukraines uafhængighedserklæring i 1991 opnåede Ukraine sin uafhængighed, kort før Sovjetunionens opløsning. I dag er russisk kulturel indflydelse i Vestukraine ubetydelig. Faktisk opnåede Moskva først kontrol over territoriet i det 20. århundrede, nemlig under Anden Verdenskrig, da det blev annekteret af Sovjetunionen efter opdelingen af Polen     og Carpathian Ruthenia (i dag Zakarpattia) efter Anden Verdenskrig. Dens historiske baggrund gør det vestlige Ukraine unikt anderledes end resten af landet og bidrager til dets særpræg i dag.